# Ctenichneumon apakensis
Ctenichneumon apakensis là một loài tò vò trong họ Ichneumonidae.